# Edward S. Aarons
Edward Sidney Aarons (n. 1916, Philadelphia, Pennsylvania – d. 16 iunie 1975) a fost un scriitor american, autor a peste 80 de romane din 1936 până în 1975. Unele din aceste romane au fost scrise sub pseudonimul Paul Ayres (Dead Heat), iar 30 sub pseudonimul Edward Ronns. El a scris, de asemenea, numeroase povestiri pentru reviste polițiste, cum ar fi Detective Story Magazine și Scarab.

## Biografie
Alături de alte opere de ficțiune, Aarons este cunoscut pentru thrillerele sale de spionaj, în special seria "Assignment", care au loc peste tot în lume și au fost traduse în 17 de limbi. În cele 42 de romane din această serie eroul principal este agentul CIA Sam Durell. Primul roman "Assignment" a fost scris în 1955, și Aarons a continuat scrie în această serie până la până la moartea sa.
În cel de-al Doilea Război Mondial a activat în Paza de Coastă a Statelor Unite, în care s-a înrolat după atacul de la Pearl Harbor din 1941. A fost lăsat la vatră în 1945, după ce a obținut gradul de subofițer-șef.   

## Lucrări (selecție)

### Seria Assignment / Sam Durell
1. Assignment to Disaster (1955)
2. Assignment—Treason (1956)
3. Assignment—Suicide (1956)
4. Assignment—Stella Marni (1957)
5. Assignment—Budapest (1957)
6. Assignment—Angelina (1958)
7. Assignment—Madeleine (1958)
8. Assignment—Carlotta Cortez (1959)
9. Assignment—Helene (1959)
10. Assignment—Lili Lamaris (1959)
11. Assignment—Zoraya (1960)
12. Assignment—Mara Tirana (1960)
13. Assignment—Lowlands (1961)
14. Assignment—Burma Girl (1961)
15. Assignment—Ankara (1961)
16. Assignment—Karachi (1962)
17. Assignment—Sorrento Siren (1962)
18. Assignment—Manchurian Doll (1963)
19. Assignment—The Girl in the Gondola (1964)
20. Assignment—Sulu Sea (1964)
21. Assignment—The Cairo Dancers (1965)
22. Assignment—School for Spies (1966)
23. Assignment—Cong Hai Kill (1966)
24. Assignment—Palermo (1966)
25. Assignment—Black Viking (1967)
26. Assignment—Moon Girl (1967)
27. Assignment—Nuclear Nude (1968)
28. Assignment—Peking (1969)
29. Assignment—White Rajah (1970)
30. Assignment—Star Stealers (1970)
31. Assignment—Tokyo (1971)
32. Assignment—Golden Girl (1971)
33. Assignment—Bangkok (1972)
34. Assignment—Maltese Maiden (1972)
35. Assignment—Silver Scorpion (1973)
36. Assignment—Ceylon (1973)
37. Assignment—Amazon Queen (1974)
38. Assignment—Sumatra (1974)
39. Assignment—Quayle Question (1975)
40. Assignment—Black Gold (1975)
41. Assignment—Unicorn (1976)
42. Assignment—Afghan Dragon (1976)
43. Assignment—Sheba (1976)
44. Assignment—Tiger Devil (1977)
45. Assignment—13th Princess (1977)
46. Assignment—Mermaid (1979)
47. Assignment—Tyrant's Bride (1980)
48. Assignment—Death Ship (1983)